# Ptilamicta erythropyga
Ptilamicta erythropyga är en fjärilsart som beskrevs av Igor Kozhanchikov 1956. Ptilamicta erythropyga ingår i släktet Ptilamicta och familjen säckspinnare. Inga underarter finns listade.